# Okres Šaľa
Okres Šaľa je jedním z okresů Slovenska. Leží v Nitranském kraji, v jeho západní části. Na severu hraničí s okresem Nitra, na západě s Trnavským krajem a okresem Galanta, na východě pak s okresem Nové Zámky a na jihu s okresem Komárno. Většina okresu leží na území bývalé Nitranské župy, menší část pak leží na území bývalé Prešpurské župy.